# Татарское кладбище (Крушиняны)
Татарское кладбище (Крушиняны) (пол. Cmentarz muzułmański w Kruszynianach тат. Кружиняна татар зираты) — татарское кладбище, расположенное в селе Крушиняны Сокульского повета в Польше. Оно было основано местной татарской общиной во второй половине XVII века.

## История
Село Крушиняны основано полковником Самуилом Мурзой Криховским, татарским мурзой, спасшим царя в битве при Паркане, и вместе с ним сюда пришли еще 45 семей. Во второй половине XVII века было основано татарское кладбище, а в XVIII веке его обнесли каменной стеной. В таком виде кладбище сохранялось до 1983 года, когда территорию расширили с южной стороны и с западной стороны построили новые ворота. Так же сохранились первичные фрагменты главного ограждения, говорящие о прежних границах. Кладбище занимает площадь 0,6 га.
Самое старое читаемое надгробие датируется 1699 годом, а надписи на старых могилах неразборчивы. Есть также богато украшенные каменные гробницы XIX века в виде пирамид, колонн или полированных плит.
Самая многочисленная группа могил относится к XIX веку, известно более 300 могил этого периода. Расположение могил неравномерное. Надписи на самых старых из них на польском и арабском языках, на грубых надгробных камнях. Более поздние могилы, поставленные после 1863 года, представляют собой каменную стелу, украшенную полумесяцами и кириллическими буквами. Могилы конца XIX века и первой половины XX века построены по образцу христианских памятников.

## Расположение
Кладбище расположено в восточной части села, на холме, в 250 метрах от дороги, проходящей через село. Объект открыт для посетителей.